# Larry Lurex
Larry Lurex – muzyczny projekt producenta Trident Studios, Robina Geoffreya Cable’a z 1972. Nazwa jest grą słów, nawiązującą do imienia gwiazdy glam rocka Gary’ego Glittera oraz marki syntetycznej przędzy – Lurex.
Nagrano dwa utwory:
- „I Can Hear Music” (autorzy: Jeff Barry, Ellie Greenwich i Phil Spector), piosenka była przebojem The Ronettes i The Beach Boys)
- „Goin' Back” (autorzy: Carole King i Gerry Goffin, cover Dusty Springfield).

Obydwa utwory zaśpiewał Freddie Mercury – wokalista nagrywającego w tym czasie debiutancki album zespołu Queen. Zgodnie z sugestią Mercury’ego, w nagraniu wzięli udział także dwaj inni członkowie zespołu – Roger Taylor i Brian May.
Singel został wydany na winylowej płycie 7” EMI w 1973, ale nie był notowany na listach przebojów.